# Красная королева
«Кра́сная короле́ва» — российско-украинская остросюжетная многосерийная мелодрама 2015 года. Сюжет фильма основан на некоторых фактах из биографии известной советской манекенщицы Регины Збарской — «советской Софи Лорен», прозванной западной прессой «самым красивым оружием Кремля».

## Сюжет
1954 год. В глубокой провинции, в городе Дубица, БССР, живёт семья Колесниковых: Николай Дементьевич — инвалид ВОВ, в прошлом герой, а ныне спившийся сапожник, его жена Дарья Тихоновна, работающая уборщицей, и их дочь-отличница Зоя.
Скоро выпускной. Случайная домашняя ссора оборачивается трагедией. Дарья попадает в тюрьму. Не выдержав общественного презрения, Зоя меняет имя и едет покорять Москву как Регина Колесникова, пытаясь начать всё с чистого листа, и поначалу это ей удаётся.
Случай сводит её с пенсионеркой Августой Леонтьевной — дамой из другого, досоветского общества, которая тепло относится к Регине, становится её наставницей и знакомит с ровесником, своим внуком Володей. Между молодыми людьми возникает некоторая симпатия, обещающая перерасти в нечто большее. Но скоро Володя уезжает. Регина поступает на экономический факультет ВГИК и с головой окунается в новую жизнь.
Проходя практику на киностудии перед окончанием института, Регина осознаёт, что реальность слишком далека от того, о чём она мечтала. В Москву приезжает Кристиан Диор с коллекцией одежды, в очереди за билетами на показ которой она впервые видит московского художника Льва Барского (прототип — художник Феликс-Лев Збарский).
С помощью своей подруги Светланы она пытается войти в круг общения Барского, чтобы познакомиться с ним поближе, но осознаёт, что на фоне золотой молодёжи выглядит «серой мышкой». В поисках себя и возможности выглядеть на уровне она принимает предложение Веры Араловой — художника-модельера Центрального Дома Моделей Одежды Министерства легкой промышленности — становится манекенщицей.
1959 год. Генеральная линия партии меняется, и провозглашена новая установка — показывать успехи СССР и в области лёгкой промышленности, а также моды. Готовится ответный показ моделей одежды в Париже.
Вера Аралова делает ставку на Регину как на главную манекенщицу, лицо Дома Мод и всей страны. Но обстоятельства складываются против девушки. Когда никаких надежд уже не остаётся, неожиданное посещение Хрущёвым репетиции показа и фраза Регины про «кузькину мать» обеспечивают ей путёвку в Париж.
Показ мод советской делегации в Париже вызывает фурор во всём мире. Изюминкой показа стали сапожки на молнии, разработанные Араловой и блестяще показанные Региной. Обложки западной прессы заполняются её фотографиями. Знающая французский и английский Регина свободно общается с репортёрами, даёт интервью.
В один из вечеров её подруга Марина Дунаева узнаёт, что в неё влюбился Эдмон Ротшильд — молодой миллионер-винодел. Он хочет показать ей Париж. В последнюю ночь девушки выбираются в город через окно, используя пожарную лестницу (гостиничные номера запирались снаружи бдительной Калерией, начальником отдела кадров): Регина идёт гулять в одиночку, а Марина уезжает вместе с Ротшильдом на его машине.
Той же ночью Регина случайно встречает Володю, секретного агента КГБ во Франции. Между ними происходит объяснение. Колесникова возвращается в гостиницу. Утром Дунаева решает принять предложение Эдмона и, выйдя за него замуж, остаться во Франции. Однако эти планы становятся известны руководству, и им не суждено сбыться.
По возвращении в Москву с ними проводят неприятные беседы сотрудники КГБ, склоняя их к сотрудничеству. Регина отвечает отказом, а чувствующая себя виноватой Марина поддаётся на уговоры и соглашается на сотрудничество с органами — доносить на своих подруг.
А тем временем красота, очарование, ум и характер Регины позволяют ей завоевать сердце Льва Барского, и он женится на ней. Она становится музой художника, и следующие несколько лет они живут душа в душу. По вечерам в студии его проходят многочисленные вечеринки, на которые, помимо элитной молодёжи, приходят гости столицы — иностранные дипломаты и бизнесмены.
Через некоторое время органам всё же удаётся заставить и Регину работать на КГБ. Барского ловят на хранении валюты; ему грозит тюрьма. Держа его на крючке, сотрудники КГБ заставляют Регину встречаться с британским дипломатом, а затем сообщать о содержании бесед в отчётах. Такая двойная жизнь приводит её к психологическим срывам.
Последней каплей становится беременность Регины, которой она давно хотела. Врач предлагает ей лечь на сохранение. Но Лев категорически против ребёнка, думая, что он не от него, и настаивает на том, чтобы жена сделала аборт. Во время одной из ссор по этому поводу ситуация разрешается сама собой: у Регины открывается сильное кровотечение и происходит выкидыш. После этого она впадает в глубокую депрессию, пытается свести счёты с жизнью. Её спасают, и она попадает в психиатрическую больницу. Володя приходит ей на помощь и вытаскивает её сначала из больницы, а затем из депрессии.
Регина бросает Льва, переезжает в Ленинград и пытается начать новую жизнь вместе с Володей. Поначалу ей это удаётся. Единственное, что огорчает её, — это то, что им не удаётся завести детей. Во время визита в Москву, после новогодней вечеринки в Доме моделей, Регина посещает врача и узнаёт, что она бесплодна.
Она считает, что не достойна жизни с Володей, и решает остаться в Москве, вернуться на подиум. Однако время её прошло, красота заметно увяла, и на подиуме она больше никому не нужна. Во время ещё одной попытки свести счёты с жизнью приезжает Володя, который говорит, что он оставит службу и переедет к ней после последней командировки. Регина обещает дождаться его. Но она опять впадает в депрессию, у неё происходит очередной нервный срыв, заканчивающийся в палате психиатрической больницы.
В этот раз ей удаётся выйти оттуда самостоятельно, но жизнь не складывается. Она хочет снова устроиться в свой Дом моделей, но её берут лишь уборщицей. И хотя она старается выйти из замкнутого круга, у неё это плохо получается. Её всё чаще мучают галлюцинации, в которых мать её наблюдает за нею с осуждением. Единственное, что поддерживает её на плаву, — это данное Володе обещание дождаться его. Но когда тот погибает за границей, ничто более не держит Регину на этом свете: надев свадебное платье, подаренное ей некогда Августой Леонтьевной, она сводит счёты с жизнью.

## О сериале, героях и создателях
- 16 марта 2016 года Ксения Лукьянчикова и Артём Ткаченко были гостями в программе «Вечерний Ургант»[3].
- 22 марта 2016 года перед премьерным показом заключительных серий фильма в эфире Первого канала вышла передача Андрея Малахова «Пусть говорят. Красные королевы», посвящённая Регине Збарской и другим советским манекенщицам, работавшим в Доме моделей во времена действия фильма. В передаче своё мнение о фильме и о самой Регине Збарской высказали гости программы, знавшие её лично: Вячеслав Зайцев, Ирина Крутикова, Августа Шадова, Руми Румия, Лёка Миронова, Галина Миловская (Дессертин)[4].
- Феликс-Лев Збарский, проживший в браке с Региной Збарской 8 лет и эмигрировавший в 1972 году в Израиль, ушёл из жизни 22 февраля 2016 года в США[5].
- Для Ксении Лукьянчиковой картина «Красная королева» стала дебютом в кино.
- В фильме есть много "киноляпов", один из них следующий :  экскурсионный автобус оборудован баллонами для сжатого газа. На сжатый газ, в СССР, автомобили начали переводить только в середине 70-х, а действия фильма описывают середину 60-х..

## В ролях
| Актёр               | Роль                                                                                               |
| ------------------- | -------------------------------------------------------------------------------------------------- |
| Ксения Лукьянчикова | манекенщица Регина Барская (Зоя Колесникова) (прототип — Регина Збарская), озвучила Елена Калинина |
| Артём Ткаченко      | художник Лев Барский (прототип — художник Феликс-Лев Збарский)                                     |
| Анатолий Руденко    | внук Августы Леонтьевны, офицер КГБ Владимир Лавров                                                |
| Лариса Домаскина    | мать Регины Дарья Тихоновна Колесникова                                                            |
| Елена Морозова      | художник-модельер Вера Ипполитовна Аралова                                                         |
| Татьяна Орлова      | начальник отдела кадров Калерия Кузьминична                                                        |
| Янина Студилина     | Татьяна (Тата) Смирнова                                                                            |
| Ада Роговцева       | Августа Леонтьевна Флоринская                                                                      |
| Анна Здор           | манекенщица Валентина Юдина                                                                        |
| Дэвид Эванс         | британский дипломат Генри Аттвуд                                                                   |
| Анна Сагайдачная    | манекенщица Марина Дунаева                                                                         |
| Анастасия Евграфова | манекенщица Наталья (Таша) Ефимова                                                                 |
| Наталья Высочанская | манекенщица Лилия Маслакаева                                                                       |
| Сергей Бачурский    | директор Дома моды Николай Николаевич Рогальский                                                   |
| Валерий Баринов     | партаппаратчик Минлегпрома Тихон Кондратьевич                                                      |
| Галина Петрова      | соседка Араловой Лилия Юрьевна (прототип — поэтесса Лиля Брик)                                     |
| Борис Щербаков      | отец Владимира, полковник КГБ Пётр Михайлович Лавров                                               |
| Бастьен Угетто      | Эдмон Ротшильд                                                                                     |
| Олег Васильков      | офицер КГБ                                                                                         |
| Мария Фомина        | манекенщица Людмила (Мила) Романовская                                                             |
| Алеся Пуховая       | главный конструктор Дома моды Вера Гладышева                                                       |
| Анна Цуканова-Котт  | Светлана                                                                                           |
| Иван Жвакин         | Лёнчик                                                                                             |
| Юлия Гершаник       | Ида                                                                                                |
| Денис Воронцов      | студент Гарик                                                                                      |
| Василий Цыганцов    | модельер Слава (прототип — модельер Вячеслав Зайцев)                                               |
| Виктор Стороженко   | сын Араловой Джеймс Паттерсон                                                                      |
| Шухрат Иргашев      | Усманов                                                                                            |
| Сергей Баталов      | сосед Августы Леонтьевны Семён Антонович Силан                                                     |
| Владимир Чуприков   | Первый секретарь ЦК КПСС Никита Сергеевич Хрущёв                                                   |
| Сергей Чуб          | Эстрадный певец Валерий Ободзинский                                                                |

— и др.

## Награды и номинации
| церемония (учредитель)                                                      | год  | номинация                                  | результат |
| --------------------------------------------------------------------------- | ---- | ------------------------------------------ | --------- |
| 49 US International Film & Video Festival (США)                             | 2016 | «Silver screen», лучший сериал             | Победа    |
| Национальная премия «Телетриумф 2016» (Украина)                             | 2016 | лучший телевизионный художественный сериал | Номинация |
| Международный кинофестиваль «17 мгновений…» им. Вячеслава Тихонова (Россия) | 2017 | лучший сериал                              | Победа    |

## Статьи и публикации
- Егор Арефьев. Звезда сериала «Красная королева» Ксения Лукьянчикова: «Регина Збарская в каждой подруге искала маму» // «Комсомольская правда». : газета. — 2016. — 14 марта. — ISSN 0233-433X.
- «Красная королева»: почему нельзя пропустить сериал Первый канал.
- «Красные королевы», ток-шоу «Пусть говорят», Первый канал.
- «Тело государственной важности. Подлинная история Красной королевы», документальный фильм, Первый канал.
- «Красота по-советски. Судьба манекенщицы», документальный фильм, Россия-1.
- «Манекенщица», документальная телепередача из цикла «Следствие вели…», НТВ.
- Режиссёр «Красной королевы»: «Наш фильм — предупреждение. За корону всегда приходится платить»
- Ксения Лукьянчикова: о Збарской, диетах, корсетах и Тарантино
- Любовь и вымысел в жизни «Красной королевы» Модельер Валентина Филина, которая в те годы тоже была манекенщицей и дружила со Збарской рассказывает.

## Внешние медиафайлы
- Эпизод: «Кузькина мать»//Никита Хрущёв и Регина Колесникова  на Vimeo
- 1-12 серии. «Красная королева». Новинки мирового кинопроката и блокбастеры. MEGOGO (2016). Дата обращения: 26 апреля 2017.